# Lista över fornlämningar i Nacka kommun
Lista över fornlämningar i Nacka kommun är en förteckning av ett urval av de fornlämningar som finns i Nacka kommun.

## Boo
| Namn                | Lämningstyp    | Tillkomsttid | Historisk indelning | Plats | Läge                 | ID-nr          | Bild                                 |
| ------------------- | -------------- | ------------ | ------------------- | ----- | -------------------- | -------------- | ------------------------------------ |
| Boo 4:1             | Gravfält       |              | Boo, Uppland        |       | 59.338193, 18.277750 | 10000500040001 | Ladda upp en bild av detta fornminne |
| Boo 5:1             | Gravfält       |              | Boo, Uppland        |       | 59.337537, 18.282413 | 10000500050001 | Ladda upp en bild av detta fornminne |
| Ekbacken (Boo 11:1) | Gravfält       |              | Boo, Uppland        |       | 59.301096, 18.258840 | 10000500110001 | Ladda upp en bild av detta fornminne |
| Boo 14:1            | Gravfält       |              | Boo, Uppland        |       | 59.306776, 18.286013 | 10000500140001 | Ladda upp en bild av detta fornminne |
| Boo 16:1            | Gravfält       |              | Boo, Uppland        |       | 59.304910, 18.287039 | 10000500160001 | Ladda upp en bild av detta fornminne |
| Boo 16:2            | Stensättning   |              | Boo, Uppland        |       | 59.305384, 18.285767 | 10000500160002 | Ladda upp en bild av detta fornminne |
| Boo 17:1            | Fästning/skans |              | Boo, Uppland        |       | 59.302080, 18.275809 | 10000500170001 | Ladda upp en bild av detta fornminne |
| Boo 18:1            | Fästning/skans |              | Boo, Uppland        |       | 59.300427, 18.273107 | 10000500180001 | Ladda upp en bild av detta fornminne |
| Boo 19:1            | Fästning/skans |              | Boo, Uppland        |       | 59.300936, 18.276557 | 10000500190001 | Ladda upp en bild av detta fornminne |
| Boo 20:1            | Gravfält       |              | Boo, Uppland        |       | 59.348798, 18.262893 | 10000500200001 | Ladda upp en bild av detta fornminne |
| Boo 21:1            | Runristning    |              | Boo, Uppland        |       | 59.308525, 18.289685 | 10000500210001 | Ladda upp en bild av detta fornminne |
| Boo 22:1            | Borg           |              | Boo, Uppland        |       | 59.310836, 18.296878 | 10000500220001 | Ladda upp en bild av detta fornminne |
| Boo 27:1            | Gravfält       |              | Boo, Uppland        |       | 59.324115, 18.270646 | 10000500270001 | Ladda upp en bild av detta fornminne |
| Boo 29:1            | Stensättning   |              | Boo, Uppland        |       | 59.339834, 18.289880 | 10000500290001 | Ladda upp en bild av detta fornminne |
| Boo 32:1            | Stensättning   |              | Boo, Uppland        |       | 59.303755, 18.281960 | 10000500320001 | Ladda upp en bild av detta fornminne |
| Boo 33:1            | Röse           |              | Boo, Uppland        |       | 59.321919, 18.296612 | 10000500330001 | Ladda upp en bild av detta fornminne |
| Boo 33:2            | Röse           |              | Boo, Uppland        |       | 59.321619, 18.297336 | 10000500330002 | Ladda upp en bild av detta fornminne |
| Boo 33:3            | Stensättning   |              | Boo, Uppland        |       | 59.321796, 18.297522 | 10000500330003 | Ladda upp en bild av detta fornminne |
| Nacka 142:1         | Gravfält       |              | Boo, Uppland        |       | 59.302171, 18.289494 | 10005601420001 | Ladda upp en bild av detta fornminne |
| Nacka 143:1         | Gravfält       |              | Boo, Uppland        |       | 59.303139, 18.290164 | 10005601430001 | Ladda upp en bild av detta fornminne |
| Nacka 144:1         | Stensättning   |              | Boo, Uppland        |       | 59.305043, 18.292205 | 10005601440001 | Ladda upp en bild av detta fornminne |
| Nacka 144:2         | Stensättning   |              | Boo, Uppland        |       | 59.305193, 18.292230 | 10005601440002 | Ladda upp en bild av detta fornminne |
| Nacka 144:3         | Stensättning   |              | Boo, Uppland        |       | 59.304638, 18.291997 | 10005601440003 | Ladda upp en bild av detta fornminne |
| Nacka 145:1         | Stensättning   |              | Boo, Uppland        |       | 59.302558, 18.292035 | 10005601450001 | Ladda upp en bild av detta fornminne |
| Nacka 151:1         | Röse           |              | Boo, Uppland        |       | 59.258691, 18.309752 | 10005601510001 | Ladda upp en bild av detta fornminne |
| Nacka 151:2         | Stensättning   |              | Boo, Uppland        |       | 59.258706, 18.309480 | 10005601510002 | Ladda upp en bild av detta fornminne |
| Nacka 166:1         | Fästning/skans |              | Boo, Uppland        |       | 59.300070, 18.278058 | 10005601660001 | Ladda upp en bild av detta fornminne |

## Nacka
| Namn                              | Lämningstyp         | Tillkomsttid | Historisk indelning | Plats | Läge                 | ID-nr          | Bild                                      |
| --------------------------------- | ------------------- | ------------ | ------------------- | ----- | -------------------- | -------------- | ----------------------------------------- |
| Nacka 3:1                         | Stensättning        |              | Nacka, Södermanland |       | 59.260348, 18.267074 | 10005600030001 | Ladda upp en bild av detta fornminne      |
| Nacka 5:1                         | Stensättning        |              | Nacka, Södermanland |       | 59.271415, 18.243838 | 10005600050001 | Ladda upp en bild av detta fornminne      |
| Nacka 6:1                         | Stensättning        |              | Nacka, Södermanland |       | 59.270941, 18.242313 | 10005600060001 | Ladda upp en bild av detta fornminne      |
| Nacka 8:1                         | Gravfält            |              | Nacka, Södermanland |       | 59.268960, 18.240907 | 10005600080001 | Ladda upp en bild av detta fornminne      |
| Nacka 9:1                         | Hög                 |              | Nacka, Södermanland |       | 59.269324, 18.227443 | 10005600090001 | Ladda upp en bild av detta fornminne      |
| Nacka 9:2                         | Stensättning        |              | Nacka, Södermanland |       | 59.269335, 18.227737 | 10005600090002 | Ladda upp en till bild av detta fornminne |
| Nacka 10:1                        | Gravfält            |              | Nacka, Södermanland |       | 59.271347, 18.217829 | 10005600100001 | Ladda upp en bild av detta fornminne      |
| Nacka 14:1                        | Gravfält            |              | Nacka, Södermanland |       | 59.258384, 18.190761 | 10005600140001 | Ladda upp en till bild av detta fornminne |
| Nacka 16:1                        | Stensättning        |              | Nacka, Södermanland |       | 59.253892, 18.188409 | 10005600160001 | Ladda upp en bild av detta fornminne      |
| Nacka 17:1                        | Stensättning        |              | Nacka, Södermanland |       | 59.268081, 18.162273 | 10005600170001 | Ladda upp en bild av detta fornminne      |
| Nacka 22:1                        | Stensättning        |              | Nacka, Södermanland |       | 59.267670, 18.160615 | 10005600220001 | Ladda upp en bild av detta fornminne      |
| Nacka 50:1                        | Stensättning        |              | Nacka, Södermanland |       | 59.295844, 18.161483 | 10005600500001 | Ladda upp en bild av detta fornminne      |
| Nacka 74:1                        | Gravfält            |              | Nacka, Södermanland |       | 59.291273, 18.224394 | 10005600740001 | Ladda upp en bild av detta fornminne      |
| Nacka 82:1                        | Hög                 |              | Nacka, Södermanland |       | 59.305530, 18.149400 | 10005600820001 | Ladda upp en bild av detta fornminne      |
| Nacka 82:2                        | Hög                 |              | Nacka, Södermanland |       | 59.305294, 18.149320 | 10005600820002 | Ladda upp en bild av detta fornminne      |
| Nacka 82:3                        | Stensättning        |              | Nacka, Södermanland |       | 59.305149, 18.148852 | 10005600820003 | Ladda upp en bild av detta fornminne      |
| Nacka 88:1                        | Stensättning        |              | Nacka, Södermanland |       | 59.291597, 18.150915 | 10005600880001 | Ladda upp en bild av detta fornminne      |
| Nacka 88:2                        | Stensättning        |              | Nacka, Södermanland |       | 59.291664, 18.151045 | 10005600880002 | Ladda upp en bild av detta fornminne      |
| Nacka 89:1                        | Gravfält            |              | Nacka, Södermanland |       | 59.281427, 18.152949 | 10005600890001 | Ladda upp en bild av detta fornminne      |
| Nacka 90:1                        | Röse                |              | Nacka, Södermanland |       | 59.288901, 18.158671 | 10005600900001 | Ladda upp en bild av detta fornminne      |
| Nacka 91:1                        | Stensättning        |              | Nacka, Södermanland |       | 59.288578, 18.157031 | 10005600910001 | Ladda upp en bild av detta fornminne      |
| Nacka 92:1                        | Stensättning        |              | Nacka, Södermanland |       | 59.290295, 18.155530 | 10005600920001 | Ladda upp en till bild av detta fornminne |
| Nacka 93:1                        | Stensättning        |              | Nacka, Södermanland |       | 59.289818, 18.157033 | 10005600930001 | Ladda upp en bild av detta fornminne      |
| Nacka 94:1                        | Röse                |              | Nacka, Södermanland |       | 59.289371, 18.159029 | 10005600940001 | Ladda upp en till bild av detta fornminne |
| Nacka 95:1                        | Stensättning        |              | Nacka, Södermanland |       | 59.289479, 18.161510 | 10005600950001 | Ladda upp en bild av detta fornminne      |
| Nacka 96:1                        | Stensättning        |              | Nacka, Södermanland |       | 59.287579, 18.167721 | 10005600960001 | Ladda upp en bild av detta fornminne      |
| Nacka 96:2                        | Stensättning        |              | Nacka, Södermanland |       | 59.287496, 18.167562 | 10005600960002 | Ladda upp en bild av detta fornminne      |
| Nacka 96:3                        | Stensättning        |              | Nacka, Södermanland |       | 59.287415, 18.167315 | 10005600960003 | Ladda upp en bild av detta fornminne      |
| Nacka 97:1                        | Röse                |              | Nacka, Södermanland |       | 59.288572, 18.168295 | 10005600970001 | Ladda upp en bild av detta fornminne      |
| Nacka 98:1                        | Gravfält            |              | Nacka, Södermanland |       | 59.286033, 18.173118 | 10005600980001 | Ladda upp en till bild av detta fornminne |
| Nacka 100:1                       | Fornborg            |              | Nacka, Södermanland |       | 59.312296, 18.114875 | 10005601000001 | Ladda upp en bild av detta fornminne      |
| Danvikens kyrkogård (Nacka 106:1) | Begravningsplats    |              | Nacka, Södermanland |       | 59.313454, 18.118727 | 10005601060001 | Ladda upp en till bild av detta fornminne |
| Nacka 112:1                       | Begravningsplats    |              | Nacka, Södermanland |       | 59.272661, 18.238196 | 10005601120001 | Ladda upp en bild av detta fornminne      |
| Nacka 114:1                       | Gravfält            |              | Nacka, Södermanland |       | 59.275317, 18.214019 | 10005601140001 | Ladda upp en till bild av detta fornminne |
| Nacka 121:1                       | Stensättning        |              | Nacka, Södermanland |       | 59.270673, 18.224626 | 10005601210001 | Ladda upp en till bild av detta fornminne |
| Kvarntorpet (Nacka 183)           | Lägenhetsbebyggelse |              | Nacka, Södermanland |       | 59.280036, 18.155502 | 12000000005274 | Ladda upp en bild av detta fornminne      |
| Nacka 197                         | Stensättning        |              | Nacka, Södermanland |       | 59.269634, 18.224746 | 12000000066814 | Ladda upp en bild av detta fornminne      |
| Nacka 223                         | Kvarn               |              | Nacka, Södermanland |       | 59.268646, 18.276191 | 12000000112817 | Ladda upp en till bild av detta fornminne |
| Storhagen (Nacka 253)             | Lägenhetsbebyggelse |              | Nacka, Södermanland |       | 59.291542, 18.154567 | 12000000135263 | Ladda upp en bild av detta fornminne      |